# Duemose (przystanek kolejowy)
Duemose (duń. Duemose Station) – przystanek osobowy w miejscowości Helsinge, w Regionie Stołecznym, w Danii. 
Znajduje się na Gribskovbanen i jest obsługiwana przez pociągi regionalne Lokaltog.

## Linie kolejowe
- Linia Gribskovbanen